# Piero Hincapié
Artikeln följer den spanska namnseden; faderns efternamn är Hincapié och moderns efternamn Reyna.
Piero Martín Hincapié Reyna, född 9 januari 2002, är en ecuadoriansk fotbollsspelare som spelar för tyska Bayer Leverkusen. Han spelar även för Ecuadors landslag.

## Klubbkarriär
I augusti 2020 värvades Hincapié av argentinska Talleres, där han skrev på ett femårskontrakt. I augusti 2021 värvades Hincapié av tyska Bundesliga-klubben Bayer Leverkusen, där han skrev på ett femårskontrakt.

## Landslagskarriär
Hincapié debuterade för Ecuadors landslag den 13 juni 2021 i en 1–0-förlust mot Colombia. Han har varit en del av Ecuadors trupp vid Copa América 2021.